# Jackie Blanchflower
John Blanchflower detto Jackie (Belfast, 7 marzo 1933 – Manchester, 2 settembre 1998) è stato un calciatore nordirlandese, di ruolo centrocampista.
Con il Manchester United collezionò 117 presenze tra il 1951 e il 1958, prima di abbandonare il calcio a seguito delle ferite riportate nel disastro aereo di Monaco di Baviera.
Era il fratello minore di Danny Blanchflower, capitano del Tottenham Hotspur negli anni sessanta.

## Carriera

### Club
Esordì nella prima squadra del Manchester United ad Anfield il 24 novembre 1951 contro il Liverpool.
È ricordato per la versatilità; dapprima venne schierato nella posizione di attaccante, poi Matt Busby, che nello stesso ruolo poteva impiegare Dennis Viollet, Liam Whelan, John Doherty e Bobby Charlton, riconobbe la sua diligenza tattica e l'abilità nel gioco aereo e lo spostò sulla linea dei centrocampisti difensivi a partire dalla stagione 1956-1957.

### Nazionale
Con la Nazionale dell'Irlanda del Nord collezionò 12 presenze e segnò una rete in quattro anni di militanza (1954-1958).

## Disastro aereo di Monaco di Baviera
Il 6 febbraio 1958 l'aereo su cui viaggiava il Manchester United, di ritorno dalla trasferta di Belgrado per i quarti di finale contro della Coppa dei Campioni 1957-1958, si fermò per rifornire a Monaco di Baviera, in Germania.
Quando il pilota tentò il decollo il mezzo si schiantò, causando la morte di 23 dei 46 passeggeri.
Blanchflower era in condizioni molto gravi: il bacino, le gambe e gli arti superiori (il braccio destro era quasi completamente amputato) presentavano fratture, i reni erano seriamente danneggiati.
Nonostante i tentativi, non recuperò mai tanto da poter pensare di tornare a giocare a calcio.
Gli avvertimenti dei medici lo portarono al ritiro dopo un anno, nel giugno 1959.
Morì di cancro il 2 settembre 1998 a 65 anni. Dei calciatori sopravvissuti all'incidente di Monaco fu uno dei primi a scomparire, il secondo (terzo, considerando Duncan Edwards) dopo Johnny Berry, deceduto nel 1994.

## Palmarès

### Club

#### Competizioni nazionali
- Campionato inglese: 3

Manchester United: 1951-1952, 1955-1956, 1956-1957
- Community Shield: 3

Manchester United: 1952, 1956, 1957